# الحلانية (جزيرة)
جزيرة الحلانية، هي أكبر جزر أرخبيل الحلانيات التابعة لسلطنة عُمان. وهي تقع في وسط الأرخبيل على بعد ثمانية كيلومترات شرق جزيرة السودة. تبلغ مساحة الجزيرة 56 كيلومتر مربع (22 ميل مربع).
تقع القرية الوحيدة بها في الجزء الغربي المسطح، ويبلغ عدد سكانها من 100 إلى 150 نسمة. ويمكن الوصول إليها عن طريق القوارب أو الطائرات، وذلك عن طريق مهبط الطائرات القريب منها.